# Uściwoj
Uściwoj – staropolskie imię męskie. Składa się z członu Uści- ("pobudzać") i -woj ("wojownik"). Może zatem oznaczać "ten, który inspiruje wojowników". 